# Wytschaete-Bogen

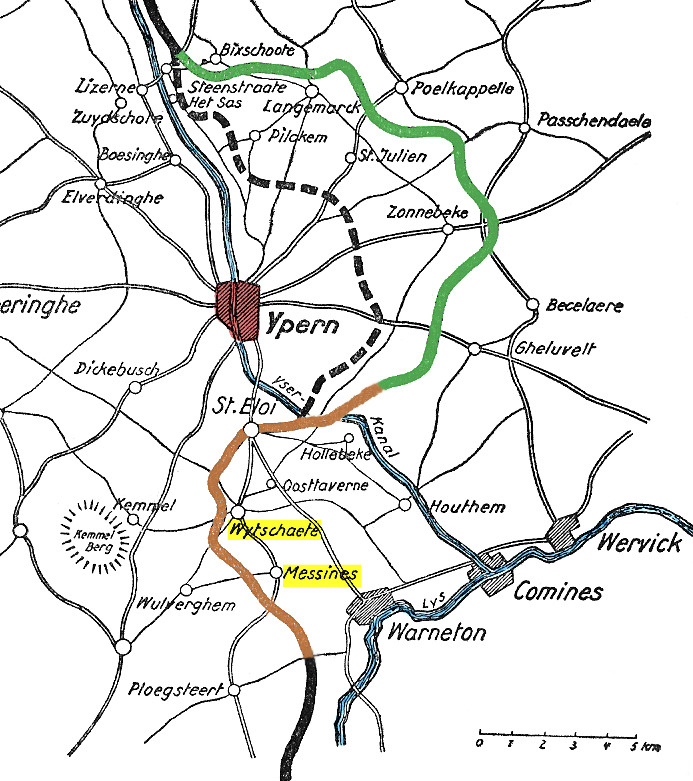
Der Wytschaete-Bogen (braun) mit dem nördlich anschließenden Ypernbogen (grün) um Ypern, 1915

Der Wytschaete-Bogen war ein etwa 15 Kilometer langer, halbkreisförmiger Frontbogen in Westflandern im nördlichen Teil der Westfront des Ersten Weltkriegs. Der Frontbogen südlich von Ypern befand sich größtenteils auf einem Bergrücken mit einer Höhe von bis zu 84 Meter über dem Meeresniveau. Der Stellungsbogen verlief über die Orte Wijtschate (frühere Bezeichnung: Wytschaete) sowie Mesen (frühere Bezeichnung: Messines) und schloss im Norden an den Ypernbogen an. Am Wytschaete-Bogen tobte ein vierjähriger Grabenkrieg. 1917 kam es durch die Schlacht am Wytschaete-Bogen zu einer Frontbegradigung, wodurch der Bogen aufgehoben wurde. 

## Beschreibung

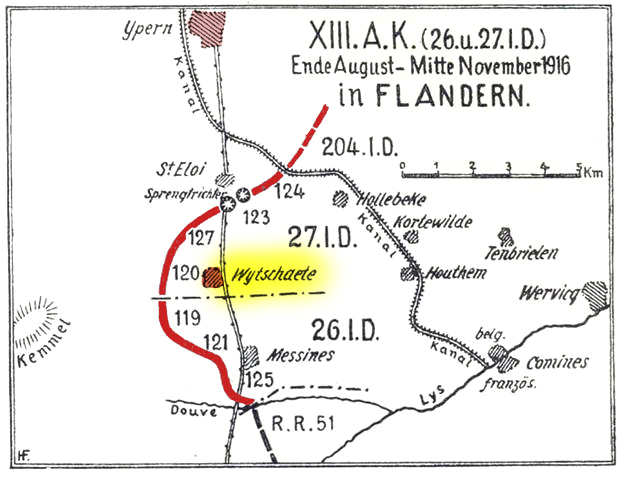
Wytschaete-Bogen, 1916

Der bis zu fünf Kilometer tiefe Frontbogen umfasste ein Gebiet von etwa 50 km² Fläche, die überwiegend landwirtschaftlich genutzt wurde. Die etwa 60 darin liegenden Einzelhöfe wurden militärisch ausgebaut. Der Bogen verlief im Norden, beginnend ab der „Höhe 60“ über St. Eloi, den Ypern-Lys-Kanal, bis Wytschaete mit der „Höhe 80“ und Messines, um sich in die gerade Frontlinie südwestlich von Warneton wieder einzureihen. Die deutschen Stellungen lagen auf dem langgestreckten Bergrücken zwischen Messines und Wytschaete. Der Höhenzug ist ein vielfältig gemustertes Gelände mit Höfen, Waldstücken, Alleen, Äckern und Hecken. Die Stellungen auf der Höhenlinie boten den deutschen Truppen erhebliche strategische Vorteile. Von dort konnten sie die tiefer gelegenen alliierten Stellungen südlich von Ypern kontrollieren und das Feuer ihrer Artillerie leiten, die – geschützt gegen feindliche Sicht – im Osten der Hügelkette aufgestellt war. Einziger Nachteil der Position war die gute Einsicht von dem etwa 3 km westlich liegenden Kemmelberg mit einer Höhe von 159 Meter über dem Meeresniveau, der in der Hand der Alliierten war.

## Schlachten

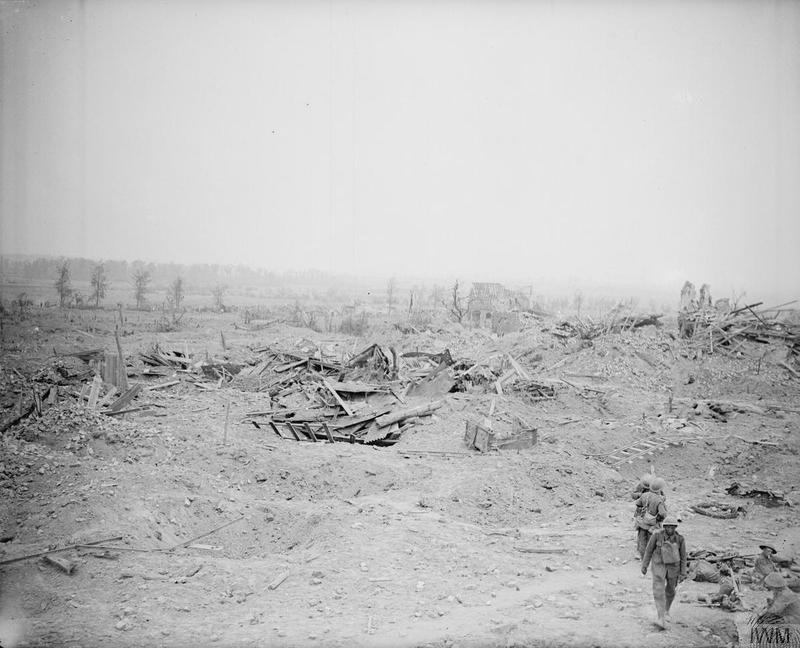
Einnahme des zerstörten Wytschaete durch britische Truppen bei der Schlacht am Wytschaete-Bogen, 1917

Der Frontbogen bildete sich bei der Ersten Flandernschlacht 1914 durch das Vorrücken deutscher Truppen nach Westen hin. Sie nahmen Ende Oktober / Anfang November 1914 den strategisch wichtigen Bergrücken zwischen Messines und Wytschaete ein und setzten sich darauf fest.
Bei der Dritten Flandernschlacht 1917 wurde der Wytschaete-Bogen durch das Vorrücken von alliierten Truppen aufgehoben. Dies gelang bereits durch die Schlacht am Wytschaete-Bogen als Einleitungsschlacht. Sie begann mit britischem Dauerbeschuss am 21. Mai 1917, der bis zum 7. Juni 1917 anhielt. Unmittelbar nach der Feuereinstellung erfolgte um 3:10 Uhr die Sprengung von 19 Minen entlang des Wytschaete-Bogens, wodurch riesige Krater entstanden und dabei bis zu 10.000 deutsche Soldaten umkamen. Nach den Sprengungen stürmten britische Einheiten mehrere Kilometer in den Frontbogen vor und erreichten mit der vollständigen Eroberung des Frontbogens am 14. Juni 1917 eine Frontbegradigung.
Im April 1918 während der Vierten Flandernschlacht eroberten deutsche Truppen das 1917 verlorengegangene Terrain im Wytschaete-Bogen zurück und drangen darüber hinaus bis zum Kemmelberg vor. Während der Hunderttageoffensive eroberten die Alliierten das Gebiet im September 1918 zurück.

## Rezeption
Der Maler Otto Dix, der im Ersten Weltkrieg unter anderem bei Ypern eingesetzt war, schuf in seiner Reihe Der Krieg ein Gemälde mit dem Titel „Abend in der Wijtschaete-Ebene (November 1917)“. Es zeigt ein Feld voller toter Menschen.